# Mickey Newbury
Mickey Newbury, född 19 maj 1940 i Houston, Texas som Milton Sims Newbury (Jr), död 29 september 2002 i Springfield, Oregon, var en amerikansk låtskrivare och artist. Hans musik spänner över många genrer och har tolkats av fler än 1200 artister.

## Biografi
Newbury spelade gitarr och skrev låtar som tonåring. Han värvades till USA:s flygvapen och bodde tre år i England. Efter återkomsten reste han runt i sydstaterna, spelade och tog tillfälliga arbeten. År 1964 fick han kontrakt med Acuff-Rose Music. Han bosatte sig i Nashville och 1966, när Don Gibson och Tom Jones fick hits med Funny Forgotten Familiar Feelings, blev han välkänd. Runt 1970 gifte han sig med Susan Pack och 1973 flyttade de till Oregon där han under 1980-talet drog ner på låtskrivandet och ägnade sig åt familjen. I början av 1990-talet började han skriva igen, men från 1995 försämrades hälsan.

## Verk
Newbury spelade in ett 20-tal musikalbum, varav "Frisco Mabel Joy" från 1971 placerade sig bäst på Billboard 200-listan, som nummer 58.

Bland hans mest kända verk återfinns:
- "An American Trilogy", ett medley som han framförde 1970 och som covrats av över 500 artister, bland annat Elvis Presley.
- Valsen "Funny Forgotten Familiar Feelings" som översatts till många språk. Hösten 1967 låg Jan Malmsjö 11 veckor på Svensktoppen med den svenska versionen "Den gamla vanliga visan".[4]
- Den psykedeliska "I just dropped in (to see in what condition my condition was in)", har spelats in bland annat av Jerry Lee Lewis (1967) och Kenny Rogers (1968). Den senare upptagningen kom 5:a på Billboard-listan[5] och ingår i soundtracket till The Big Lebowski.

## Utmärkelser
Nashville Songwriters Hall of Fame, 1980